# Sân bay Sendai
Sân bay Sendai (仙台空港 Sendai Kūkō, Tiên Đài không cảng) (IATA: SDJ, ICAO: RJSS) là một sân bay cấp hai tọa lạc tại Natori, Miyagi, Nhật Bản.
Tuyến sân bay Sendai, sẽ nối sân bay đến ga Sendai, đang được xây dựng và sẽ đưa vào sử dụng ngày 18/3/2007. Hiện nay có nhà ga xe lửa gần nhất là nhà ga Tatekoshi.

## Các hãng hàng không và các điểm đến

### Nhà ga quốc nội
- All Nippon Airways (Sapporo-Chitose, Hakodate, Komatsu, Nagoya-Centrair, Osaka-Itami, Hiroshima, Fukuoka, Okinawa)
- Japan Airlines (Sapporo-Chitose, Nagoya-Centrair, Okayama, Takamatsu, Fukuoka)
  - JAL Express (Osaka-Itami, Sapporo-Chitose)
- Ibex Airlines (Tokyo-Narita)
- Air Central (Tokyo-Narita)

### Nhà ga quốc tế
- Air China (Bắc Kinh, Đại Liên, Thượng Hải-Pudong)
- Asiana Airlines (Seoul-Incheon)
- Continental Airlines
  - Continental Airlines operated by Continental Micronesia (Guam)
- China Southern Airlines (Trường Xuân)
- EVA Air (Đài Bắc-Đài Loan Taoyuan)